# پلیس نظامی آلمان

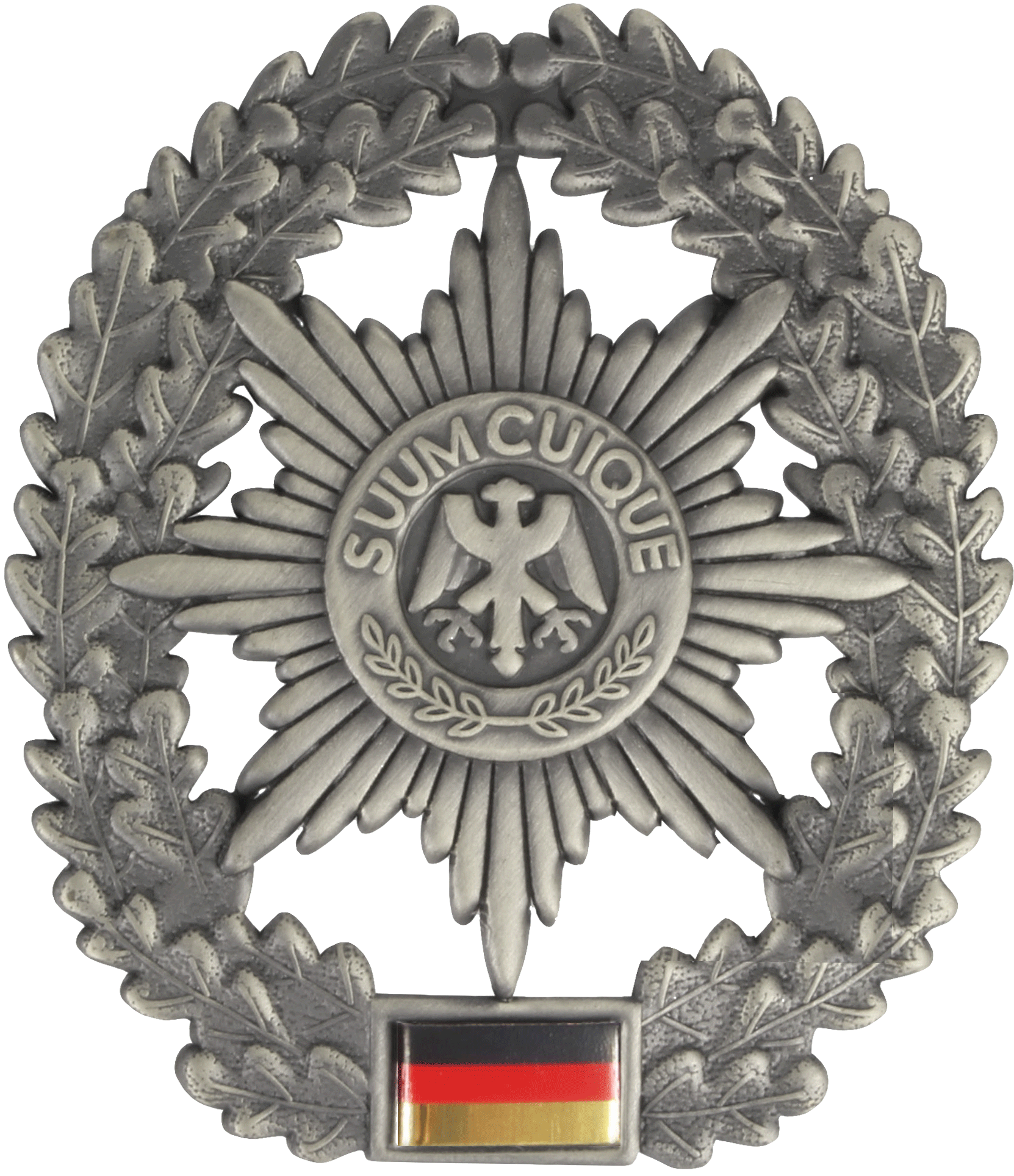
نشان فلدیگر

فلدیِگر، پلیس نظامی یا گشت ساحلی (در نیروی دریایی) (به آلمانی: Feldjäger)، بخشی از ارتش آلمان است که از ۱۴ مهرماه سال ۱۳۳۴ خورشیدی فعالیت خود را آغاز نموده‌است.

## فلدیگر
نام این سازمان از دو واژه فِلد(feld) به معنای میدان و یِگِر(jäger) به معنای شکارچی مشتق شده‌است و هیچ ارتباطی به پلیس نظامی کنونی ندارد. نخستین بار در سال ۱۶۳۱ میلادی در هسن-کاسل و پس از مدتی در بقیه قلمرو پروس نیروی امنیتی با این نام تشکیل شد و نام پلیس نظامی آلمان برگرفته از آن است.

## مأموریت و سازمان
این سازمان به همه زیرمجموعه‌های ارتش آلمان اعم از نیروهای زمینی، دریایی و هوایی و همچنین نیروهای امدادی و پشتیبانی خدمت‌رسانی می‌کند.
پلیس نظامی آلمان از ۸ گردان تشکیل شده‌است که در هر یک از مناطق چهارگانه نظامی آلمان دو گردان مشغول به فعالیت هستند.